# Herzchirurgie
Die Herzchirurgie ist ein seit 1993 selbständiges Fachgebiet, das sich im 20. Jahrhundert aus dem Spezialgebiet Thorax- und Kardiovaskularchirurgie entwickelt hat. Sie befasst sich mit der operativen Behandlung von angeborenen und erworbenen Krankheiten und Verletzungen des Herzens und der herznahen Gefäße. Es ist damit ein der Kardiologie und Gefäßchirurgie nahestehendes Fach. Transplantationen spielen eine große Rolle; die häufigsten Operationen sind aber Koronararterien-Bypässe und Eingriffe an den Herzklappen. Eng verwandte Fächer sind die Kinderherzchirurgie, Thorax- und Gefäßchirurgie. Im Rahmen der herzchirurgischen Intensivmedizin bestehen auch Überschneidungen zur Anästhesiologie.

## Geschichte
Die Herzchirurgie gilt als vergleichsweise junge medizinische Disziplin. Voraussetzung für die heutige Herzchirurgie waren unter anderem die Erkenntnisse von William Harvey, die er 1628 in De motu cordis et sanguinis veröffentlichte, und von Legallois, der in Expérience sur le principe la vie bereits 1812 die Idee einer extrakorporalen Zirkulation formuliert, sowie die im 20. Jahrhundert erfolgten Fortschritte auf den Gebieten der Anästhesie, Kardiologie, Elektronik, Serologie und Immunbiologie. Im Jahr 1819 führte Romero die erste Perikardiotomie beim Menschen durch. Theodor Billroth soll 1880 vor der Gesellschaft der Ärzte Wiens noch gesagt haben, dass ein Chirurg, der die Naht einer Herzwunde versuchen wollte, den Respekt seiner Kollegen sicher verliere sollte. Im Jahr 1896 war Stephen Paget der Meinung, dass „keine neue Methode und keine neue Entdeckung […] die naturgegebenen Schwierigkeiten überwinden [kann], die eine Herzwunde mit sich bringt“. Zu dieser Zeit ging man von der Vorstellung aus, dass eine durch die Herzmuskulatur gestochene Naht zu einem irreversiblen und damit tödlichen Kammerflimmern führt. Im selben Jahr wurde, nachdem 1895 erstmals Herznähte bei Menschen durch Capellen und Farina vergeblich versucht worden waren, die erste erfolgreiche Herzoperation (die erste erfolgreiche Herznaht an einem Menschen vorgenommen, als der Arzt Ludwig Rehn einen 22-Jährigen Gärtnergesellen operierte, der bei einer Messerstecherei in Frankfurt am Main am Herzen verletzt worden war.
Der Behandlung von menschlichen Herzen gingen Tierversuche (von 1882 bis 1895 etwa von H. Block, Rosenthal, Del Vecchio und Salomoni durchgeführte Nähte an Herzwunden) voraus, beispielsweise an herausgeschnittenen Kaninchenherzen.
Henry Souttar führte 1925 die erste Mitralkommissurotomie durch. Ferdinand Sauerbruch operierte 1934 ein Herzaneurysma. Die chirurgische Therapie angeborener Herzfehler begann 1907 in Boston, als John C. Munro die Ligatur (Unterbindung) des offenen Ductus arteriosus vorschlug, auch wenn erst 30 Jahre später diese Operation durch L. O’Shaugnessy und Strieder gewagt wurde und erst am 26. August 1938 Robert E. Gross die erste erfolgreiche Ductusligatur beim Menschen gelang. Ab 1938 sind weitere bedeutende Fortschritte der Herzchirurgie zu verzeichnen, insbesondere auf dem Gebiet der Behandlung angeborener Herzfehler und durch die Arbeiten von Alfred Blalock, Helen Taussig, Robert Edward Gross und Clarence Crafoord.
Herzchirurgische Eingriffe hatten zu Beginn ein grundsätzliches Problem: um erfolgreich am Herzmuskel operieren zu können, muss dieser blutleer sein und stillstehen. Dies wurde erst durch Einführung der extrakorporalen Zirkulation mittels einer Herz-Lungen-Maschine möglich, nachdem ihr Erfinder John Heysham Gibbon 1953 die erste Operation damit durchgeführt hat. Zuvor wurden, um am Herzen (kleinere) Operationen durchzuführen, kurzfristige Kreislaufunterbrechungen in Hypothermie (Unterkühlung) vorgenommen, so durch Wilfred G. Bigelow, Helen B. Taussig und Floyd J. Lewis.
Auch die um 1900 einsetzende Entwicklung der Herzklappenchirurgie, darunter der Herzklappenersatz, erfuhr durch die Einführung der extrakorporalen Zirkulation eine Aufwärtsentwicklung. Die erste situsgerechte Herzklappenimplantation beim Menschen erfolgte 1960 durch D. E. Harken und sein Team. Im Jahr 1967 hatte der russische Herzchirurg Vasilii Ivanovich Kolesov bei fünf von sechs Patienten durch die erstmalige Anastomosierung der Arteria mammaria (Arteria thoracica interna sinistra) mit einer Herzkranzarterie therapeutischen Erfolg. Den aorto-koronaren Bypass mit Einsetzen eines Segments einer Vena saphena führten 1968 René Favaloro und D. B. Effler ein.
Für die Herzchirurgie bedeutende Errungenschaften in der zweiten Hälfte des 20. Jahrhunderts waren vor allem die Einführung des Herzschrittmachers 1958 durch Åke Senning und der Beginn der Herztransplantation bei Menschen 1967 durch Christiaan Barnard.

## Herzchirurgie in Deutschland
Deutschland war während und nach des Zweiten Weltkriegs herzchirurgisch international zunächst weit zurückgefallen und hatte einen erheblichen Nachholbedarf aus der angloamerikanischen wie skandinavischen Herzchirurgie. 1958 operierte Rudolf Zenker in Marburg als erster in Deutschland einen Patienten mit Vorhofseptumdefekt an der Herz-Lungen-Maschine.
Noch 1977 berichtete das Magazin Spiegel darüber, dass die Bundesrepublik in der Herzchirurgie „Entwicklungsland“ sei, da man erhebliche Kapazitätsprobleme habe.

## Facharzt für Herzchirurgie
Um in Deutschland als Facharzt für Herzchirurgie (Herzchirurgin/Herzchirurg) tätig werden zu können, muss nach dem Abschluss eines Medizinstudiums und erteilter Approbation als Arzt eine mindestens 72 Monate dauernde Weiterbildung im Gebiet Chirurgie, davon 48 Monate in Herzchirurgie, mit Erfolg absolviert worden sein. Die Berechtigung zur Führung einer Facharzt-, Schwerpunkt- oder Zusatzbezeichnung wird nach einer mündlichen Prüfung von der zuständigen Landesärztekammer erteilt.
Nach abgeschlossener Facharztweiterbildung ist nach weiterer Fortbildungszeit der Erwerb von Zertifikaten in drei einzelnen Subdisziplinen der Herzchirurgie möglich. Aktuell sind dies nach den Richtlinien der Deutschen Gesellschaft für Thorax-, Herz- und Gefäßchirurgie:
- Chirurgie angeborener Herzfehler
- Herzschrittmacher, ICD- und CRT-Therapie
- Katheterbasierte Therapie von Herzklappen[23]

## Statistik
Im Jahr 2014 waren 872 berufstätige Ärzte mit der Gebietsbezeichnung Herzchirurgie und 47 mit der Schwerpunktbezeichnung Thorax- und Kardiovaskularchirurgie bei der Bundesärztekammer registriert.
2019 erfolgten knapp über 100.000 Herzoperationen in Deutschland. Zu diesem Zeitpunkt waren 980 Fachärzte für Herzchirurgie in 78 Fachabteilungen tätig.

## Filme
- Die Herzoperation. Südwestrundfunk 2012, Komplett-Media 2013, ISBN 978-3-8312-8120-6.